# Ekaterina Fedorenkova
Ekaterina Sergeevna Fedorenkova (in russo Екатерина Сергеевна Федоренкова?; Mosca, 12 agosto 1993) è una cestista russa.

## Carriera
Con la Russia ha disputato due edizioni dei Campionati europei (2019, 2021).